# カシュクール
カシュクール（フランス語：cache-cœur）とは、胸元が着物のように打ち合わせになった女性用の上衣である。

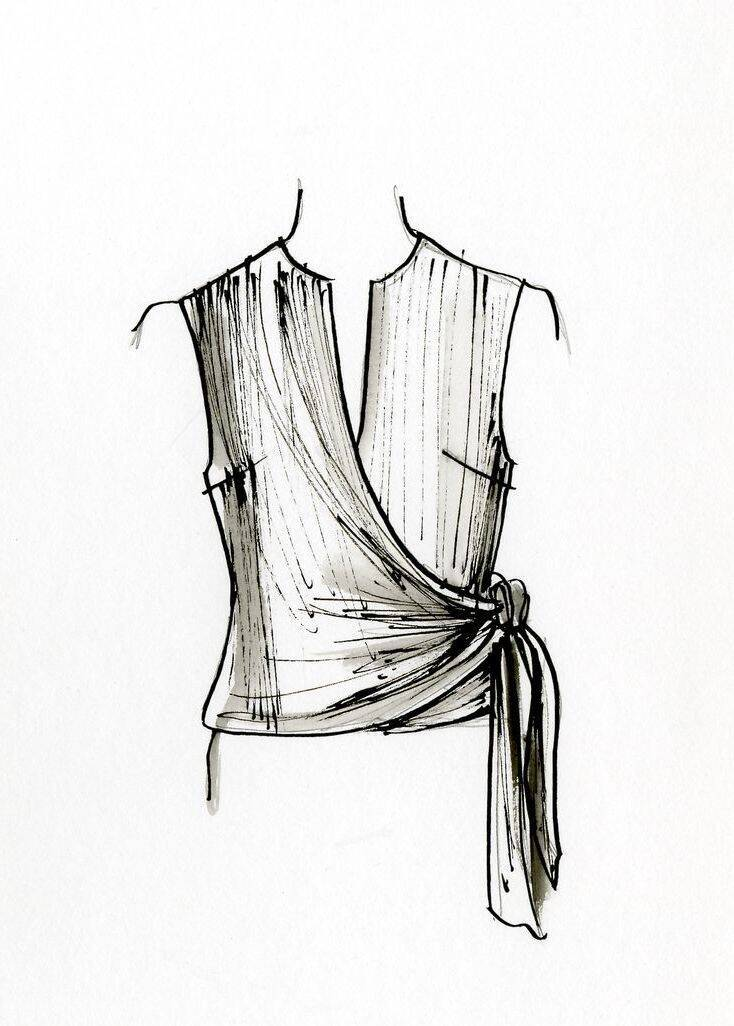
カシュクール

## カシュクールの特徴
カシュクールは、もとはボレロほどの短い丈の打ち合わせのあるトップスを指していたが、現在は、ワンピースからブラウス、ハーフトップなど、様々な総丈の前あきで打ち合わせを持つ女性用上衣に広く使われている。ワンピースの場合は一枚布で仕立てることも可能で、体に巻きつけるようにして後ろ身頃を前立て側にまわし、腰のあたりでラップスカートと同様な方法で紐やリボン、ボタン、ピンなどで固定する。ブラウスの場合は、裾のところで固定するタイプもある。打ち合わせは、はだけるのを防ぐため、下前とスナップボタンや紐で結ぶようにしたものもある。
この他、襟元のみが打ち合わせになっていて、その下が縫い合わされて前に開きを作らず、被りで着用するプルオーバー型のものもカシュクールないしカシュクールタイプと呼ばれる。縫い合わせの位置は、アンダーバストからウェスト、さらに裾のものまでいろいろある。アンダーバストの場合は、打ち合わせになっているのはほんの数センチほどで、デザイン上のアクセントといえよう。この他、短い丈で羽織って着用し、左右の前立てをリボンのように結び合わせるタイプのトップスもカシュクールと呼ばれる。

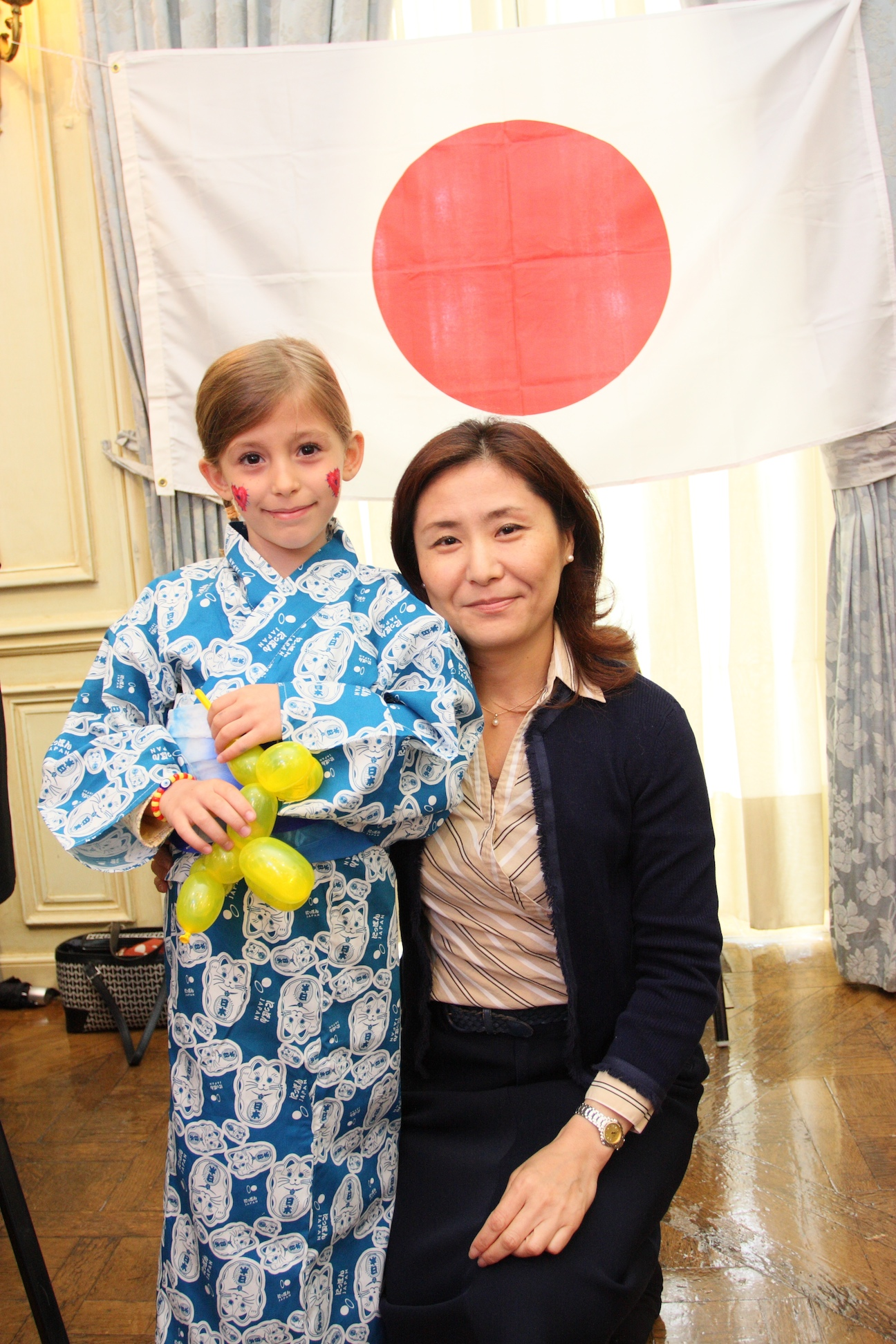
右の女性のシャツがカシュクール

## カシュクールの利用方法
ラップ型の衣料として、緩めのリラックスウェア、ないし重ね着用として仕立てられることが多いが、紐の調整が可能で、デザインによってはタイトにもできる。さらに、襟元の開きの幅や深さによってはセクシーさを演出することも可能である。また、サイズ調整や胸元を開けることが容易なため、マタニティウェアや授乳用の衣類としても用いられる。

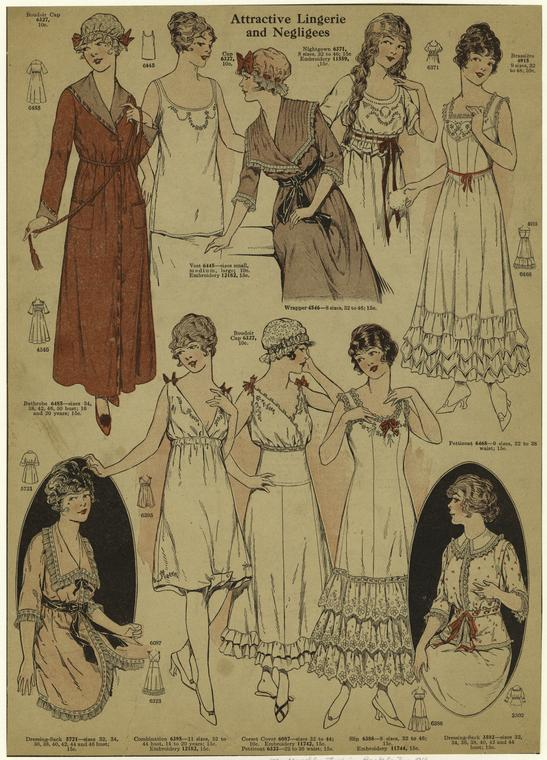
1915年のナイトガウンとネグリジェの雑誌広告

## カシュクールの身生地
カシュクールは、現在は事実上、襟元のデザイン方法と考えられ、利用される身生地はその母体となるワンピース、チュニック、ブラウス、ハーフトップなどの形状と想定する着用シーンにより、多様なものが利用される。